# ディーラーイー教団
ディーラーイー教団 (英語:Zaouia of Dila)は、17世紀のモロッコに政治的・軍事的勢力を広げたスーフィズム系の教団。創始者はアブー・バクル・イブン・ムハンマド（1537年 - 1612年）。 彼はモロッコの高名な神秘主義者ムハンマド・アル＝ジャズリの信奉者だった。教団の拠点となったディラの町は現在のヘニフラ市の南方に存在していたとされる。
ムハンマド・イブン・アブー・バクルの指導のもと、教団は中アトラス山脈や高アトラス山脈の山中に勢力を築いた。1637年以降、教団はモロッコ北部へ侵攻し、ラバト、メクネス、フェズといった主要都市を次々と征服したが、1641年にムハンマド・イブン・アブー・バクルは暗殺された。1659年、フェズのサアド朝スルタンのアフマド・エル・アッバスを追放し、ムハンマド・イブン・アブー・バクルの孫ムハンマド・アル＝ハッジをスルタンとした。
教団は10年ほど中央・北モロッコを支配したが、1668年にアラウィー朝にフェズを奪われて中アトラス山脈に追いやられ、衰退した。